# Corona Rintawan
Corona Rintawan (sinh ngày 1 tháng 1 năm 1975) là một bác sĩ người Indonesia chuyên về cấp cứu. Hoạt động trong lĩnh vực này từ năm 2003, ông đã lãnh đạo nhóm phản ứng y tế của tổ chức phi chính phủ Muhammadiyah trong nhiều thảm họa, gần đây nhất là đại dịch COVID-19 năm 2020.

## Đầu đời
Corona được sinh ra tại Surabaya, Đông Java vào ngày 1 tháng 1 năm 1975, là con thứ ba của bốn anh chị em. Tên của Corona bắt nguồn từ Toyota Corona, một cái tên phổ biến ở Indonesia năm 1975. Corona tốt nghiệp Khoa Y tại Đại học Brawijaya. Năm 2018, ông kiếm được bằng chuyên gia về y học cấp cứu.

## Nghề nghiệp
Corona gia nhập tổ chức y tế Muhammadiyah vào năm 2006 và đến năm 2020, ông hành nghề y tại bệnh viện Muhammadiyah ở Lamongan, Đông Java.

### Y tế cấp cứu
Công việc của Corona trong y tế cấp cứu bắt đầu vào năm 2003, khi anh được triển khai đến Aceh, và anh cũng làm việc trong khu vực sau thảm họa sóng thần năm 2004.
Vào năm 2013, Corona đã đến Philippines như một phần của đội cứu trợ sau cơn bão Haiyan, và ông đã lãnh đạo đội phản ứng y tế của Muhammadiyah (Trung tâm quản lý thảm họa Muhammadiya/MDMC) cho trận động đất ở Nepal vào tháng 4 năm 2015. Trong cuộc khủng hoảng tị nạn Rohingya năm 2017, Corona được chỉ định lãnh đạo nhóm 11 y bác sĩ của Muhammadiyah ("Viện trợ Muhammadiyah") đến Cox's Bazar, thuộc một nhóm viện trợ lớn hơn của Indonesia cho những người tị nạn mà Corona là điều phối viên. Đội cứu trợ vấp phải một đợt dịch bạch hầu ở các trại tị nạn.

### Đại dịch COVID-19
Khi dịch bệnh COVID-19 bùng phát ở Indonesia, Muhammadiyah đã thành lập một trung tâm chỉ huy khẩn cấp và bổ nhiệm Corona làm giám đốc, phân bổ ở 20 bệnh viện ở Java và Sumatra để xử lý căn bệnh được hỗ trợ bởi khoảng 30.000 địa điểm từ thiện do tổ chức ở Indonesia điều hành. Corona đã chuẩn bị hai chương trình để xử lý ổ dịch: một thông qua việc nâng cao nhận thức về các yếu tố rủi ro tiềm ẩn, bao gồm việc truyền bá nhận thức về nhu cầu tự cách ly. Chương trình khác nhằm mục đích thúc đẩy những người đã tích trữ khẩu trang y tế để tặng chúng cho người khác.
Corona công khai mối quan tâm của mình về việc mọi người sử dụng chloroquine để tự chữa bệnh, được cả Tổng thống Indonesia Joko Widodo và Tổng thống Mỹ Donald Trump coi là phương thuốc tiềm năng cho COVID-19 và đều bị ngộ độc thuốc.